# Межостистые мышцы
Межостистые мышцы (лат. Musculi interspinales) — глубокие мышцы спины. Представляют собой короткие парные мышечные пучки, которые натягиваются между остистыми отростками двух соседних позвонков.
Межостистые мышцы расположены вдоль всего позвоночного столба, за исключением крестца. Различают соответственно топографическому расположению межостистые мышцы шеи, груди и поясницы.

## Функция
Разгибают позвоночный столб и удерживают его в вертикальном положении.